# 安德勒謝什蒂鄉
44°34′N 27°08′E / 44.567°N 27.133°E
安德勒謝什蒂鄉（羅馬尼亞語：Comuna Andrășești, Ialomița），是羅馬尼亞的鄉份，位於該國南部，由雅洛米察縣負責管轄，面積46平方公里，海拔高度36米，2007年人口2,221，人口密度每平方公里48人。